# 3月16日
3月16日是阳历一年中的第75天（闰年是第76天），离全年的结束还有290天。

## 大事记

### 20世紀以前
- 前598年：新巴比倫帝國國王尼布甲尼撒二世率領軍隊征服猶大王國，並俘虜大批猶太人。
- 934年：漢將孟知祥稱帝，建立後蜀。
- 1355年：元朝末年红巾军拥立韩林儿于亳州称帝，立国号宋。
- 1521年：葡萄牙探险家斐迪南·麦哲伦的船队成功横越太平洋，抵达菲律宾霍蒙洪岛。
- 1802年：美国总统托马斯·杰斐逊签署法令，建立西点军校。
- 1872年：英国流浪足球俱乐部在首届英格兰足总杯的决赛中击败皇家工兵足球俱乐部。

### 20世紀
- 1907年：英籍匈牙利人斯坦因首抵敦煌拜訪道士王圓籙未遇；五月復來，攜走文獻經卷24箱，美術文物、絹畫五大箱等共近萬卷。
- 1908年：南丁格尔被授予伦敦城自由奖。
- 1916年：文学流派达达主义在法国诞生。
- 1925年：中國雲南省發生Mw 6.9強烈地震，造成5,908人死亡、8,303人受傷。
- 1926年：美国发明家罗伯特·戈达德在麻萨诸塞州奥本发射世界上第一枚液体火箭，仅飞行约2.5秒。
- 1935年：纳粹德国元首阿道夫·希特勒下令打破《凡尔赛条约》的限制，将防卫军扩充成为国防军。
- 1968年：在越南战争期间，美国陆军士兵在越南共和国山静县屠杀数百名平民。
- 1971年：香港賽馬會宣布香港賽馬職業化。
- 1979年：中国人民解放军全部从越南撤回中华人民共和国境内，中越战争结束。
- 1988年：伊拉克軍隊在庫德斯坦城鎮哈拉卜賈發動化學武器襲擊，造成5,000多人死亡。
- 1990年：台灣發生三月學運。
- 1992年：馬來西亞與哈薩克斯坦建交。

### 21世紀
- 2001年：中國大陸河北省石家莊市发生連環爆炸案，造成108人死亡。
- 2003年：溫家寶在第十屆全國人民代表大會第一次會議上接替朱鎔基出任國務院總理。
- 2006年：联合国大会以压倒性的投票票数比例通过成立联合国人权理事会的决案。
- 2012年：日本100系新幹線、新干线300系列车退役。
- 2013年：日本東京地下鐵副都心線與東橫線及橫濱高速鐵道港未來21線直通運行開始，副都心線將達致五線直通運行。
- 2014年：克里米亞自治共和國舉行具爭議的歸屬公投，並宣稱投票結果為選擇加入俄羅斯。
- 2018年：美國總統唐納·川普正式簽署台灣旅行法，台灣旅行法正式生效，台美高級官員可正式來往。
- 2020年：2020年黑色星期一 (3月16日)，美国股票在三月份第三次触发熔断机制，跌点超过此前3月9日股灾和3月12日的黑色星期四，是1987年黑色星期一以来的最大跌幅。[1]
- 2021年：台灣因知名連鎖店壽司郎活動，許多台灣人改名為鮭魚，此事件被稱為“鮭魚之亂”。
- 2022年：日本東北地方福島縣外海發生Mj 7.4強烈地震，造成至少4人死亡和225人受傷。
- 2022年：国际法院对乌克兰诉俄罗斯联邦案作出裁定，要求俄罗斯“必须立即停止在乌克兰的军事行动”。

## 出生
- 1399年：明宣宗朱瞻基，明朝皇帝（1435年逝世）
- 1590年：井伊直孝，日本江戶時代武將、大名（1659年逝世）
- 1750年：卡羅琳·赫歇爾，英国天文学家，威廉·赫歇爾妹妹（1848年逝世）
- 1751年：詹姆士·麥迪遜，美国政治人物，第4任美国总统（1836年逝世）
- 1774年：馬修·福林達斯，英国海軍航海家，最早環繞澳洲（1814年逝世）
- 1789年：蓋歐格·歐姆，德國物理學家，電阻的國際單位「歐姆」便以其命名（1854年逝世）
- 1799年：安娜·阿特金斯，英國植物學家、插畫家（1871年逝世）
- 1800年：仁孝天皇，日本第120代天皇（1846年逝世）
- 1819年：若澤·帕拉尼奧斯，巴西政治人物、外交官、教育家，前任巴西總理（1880年逝世）
- 1840年：澀澤榮一，日本實業家，被稱為「日本資本主義之父」（1931年逝世）
- 1846年：尤里吉斯·拜里尼斯（英语：Jurgis Bielinis），立陶宛傳奇的書籍走私運動組織者之一（1918年逝世）
- 1856年：拿破崙四世，法蘭西第二帝國皇太子（1879年逝世）
- 1859年：亚历山大·波波夫，俄罗斯物理学家（1906年逝世）
- 1870年：迪萊爾·斯圖爾特，美國天文學家（1941年逝世）
- 1878年：礼萨汗，伊朗國王（1944年逝世）
- 1878年：米那，葡萄牙軍官、政治人物第，105任澳門總督（1921年逝世）
- 1896年：劉海粟，中國畫家、教育家（1994年逝世）
- 1911年：約瑟夫·門格勒，德國納粹黨衛隊軍官、醫生（1979年逝世）
- 1912年：帕特·尼克森，第37任美國總統理查·尼克森妻子，前美國第一夫人（1993年逝世）
- 1914年：嵯峨浩，出身日本舊貴族家，清朝末代皇帝溥儀的同母弟溥傑之夫人（1987年逝世）
- 1915年：小平邦彦，日本数学家（1997年逝世）
- 1916年：梅賽德絲·麥坎布雷奇，美國女演員（2004年逝世）
- 1918年：弗雷德里克·萊因斯，美國物理學家，1995年諾貝爾物理學獎得主（1998年逝世）
- 1927年：弗拉基米尔·米哈伊洛维奇·科马洛夫，苏联宇航员，史上第一位因载人太空船罹难的宇航员（1967年逝世）
- 1927年：喬宏，香港演員（1999年逝世）
- 1928年：若乃花幹士，日本相撲力士，第45代橫綱（2010年逝世）
- 1928年：卡爾海因茨·伯姆，奧地利演員、慈善家（2014年逝世）
- 1932年：瓦爾特·康尼翰，美國太空人（2023年逝世）
- 1934年：羅傑·諾林頓，英國指揮家（2025年逝世）
- 1935年：特蕾莎·布干薩，西班牙次女高音歌劇唱家（2022年逝世）
- 1935年：朴東宣，韓國說客（2024年逝世）
- 1942年：宋楚瑜，臺灣政治人物，現任親民黨主席
- 1949年：維克多·賈博，加拿大演員
- 1953年：李應元，臺灣政治人物（2021年逝世）
- 1953年：伊莎貝·雨蓓，法国女演員
- 1953年：理查德·斯托曼，美國程式設計師
- 1955年：馬如風，台灣演員（2018年逝世）
- 1956年：薇姬·卡耶塔諾，美國商人、政治人物，曾任夏威夷第一夫人
- 1957年：杜燕歌，香港資深配音員、電視演員
- 1958年：比平·拉瓦特，印度軍官（2021年逝世）
- 1959年：延斯·史托騰伯格，挪威政治人物
- 1961年：陶德·麥法蘭，加拿大藝術家、作家、設計師、企業家
- 1964年：高爾·韋賓斯基，美國電影導演、編劇、音樂人
- 1965年：馬克·卡尼，加拿大經濟學家、政治人物，現任加拿大總理
- 1966年：張鳳妮，香港女演員
- 1967年：何音，中國女演員
- 1967年：小比類卷香穗留，日本女歌手
- 1967年：皮爾·柯芬，法國電影導演、配音員、動畫師
- 1968年：黎堅惠，香港跨媒體文化人（2014年逝世）
- 1968年：戴維·麥克米倫，美國化學家
- 1971年：艾倫·圖克，美國演員、配音員
- 1974年：路一鸣，中國主持人
- 1975年：席安娜·蓋蘿莉，英國演員
- 1976年：野島健兒，日本男性聲優
- 1976年：樋口橘，日本漫畫家
- 1977年：柏原崇，日本男演員
- 1977年：安元洋貴，日本男性聲優
- 1979年：玄宇成，韓國演員
- 1981年：華少，中國電視節目主持人
- 1982年：麻利亞，香港主播
- 1984年：金旼序，韓國演員
- 1985年：廣瀨榮理子，日本女子羽球運動員
- 1986年：高橋大輔，日本男子花式溜冰運動員
- 1986年：亞歷珊卓·達迪莉奧，美國演員
- 1987年：李霄雲，中國女歌手
- 1987年：狄兒·崔克，愛沙尼亞超級名模
- 1988年：ZAQ，日本女性創作歌手、作詞家、作曲家
- 1988年：潔妮·愛子，美國歌手、詞曲作家
- 1989年：工藤晴香，日本女性聲優、歌手
- 1989年：庭沼珉，韓國女演員
- 1989年：西奥·沃尔科特，英格蘭足球運動員
- 1989年：布雷克·葛里芬，美國NBA職業籃球運動員
- 1989年；加布里埃尔·阿塔尔，法國政治人物，前任法國總理
- 1990年：詹姆斯·巴傑爾，英國現代史上年齡最小殺人犯的受害者（1993年逝世）
- 1990年：李昕岳，中國演員、模特、主持人
- 1991年：林奕含，台灣女作家（2017年逝世）
- 1991年：勞嘉怡，香港女歌手
- 1991年：池允浩，韓國男演員
- 1991年：李珍雅，韓國女歌手
- 1992年：金美秀，韓國女演員（2022年逝世）
- 1992年：李君妍，香港女演員
- 1992年：黎曉陽，香港男歌手
- 1992年：雷伊明·古端，多明尼加職業棒球運動員
- 1993年：高田憂希，日本女性聲優
- 1993年：車旼奎，韓國男子競速滑冰運動員
- 1994年：席惟倫，台灣女演員
- 1994年：李依宸，中國女歌手
- 1994年：喬爾·恩比德，喀麥隆職業籃球運動員
- 1997年：紀李，中國男演員
- 1997年：森嶋優花，日本女性聲優
- 1998年：北口榛花，日本女子田徑運動員
- 1999年：U，韓國男子偶像團體ONF成員
- 2000年：羅一舟，中國男子偶像團體IXFORM成員
- 2001年：湯智鈞，臺灣男子射箭運動員
- 2003年：吳以琛，香港職業足球運動員
- 生年不詳：和多田美咲，日本女性聲優

## 逝世
- 255年：毌丘儉，三國時期曹魏後期的重要將領
- 933年：藤原兼輔，日本平安時代公家、歌人（877年出生）
- 1608年：朝鮮宣祖李昖，朝鮮國國王（1552年出生）
- 1933年：哈爾·阿爾弗雷德，匈牙利數學家（1885年出生）
- 1955年：尼古拉·德·斯塔埃爾，俄羅斯裔法國畫家（1914年出生）
- 1966年：喬爾·斯特賓斯，美國天文學家（1878年出生）
- 1986年：卢金堂，教育家，政治家，河北师范学院（今河北师范大学）校长（1910年出生）
- 1991年：簡·巴勒特，澳大利亞藝術家（1908年出生）
- 1998年：德里克·巴顿，英國化學家，1969年諾貝爾化學獎得主（1918年出生）
- 2006年：黃玉雪（英语：Jade Snow Wong），華裔美國作家（1922年出生）
- 2025年：愛蜜麗·德奎恩，比利時女演員（1981年出生）

## 节假日和习俗
- 斯洛維尼亞：工程師節
- 加拿大、 美国（芬兰裔）：圣乌尔赫节（英语：Saint Urho）
- 立陶宛：书本走私者节（英语：Lithuanian book smugglers）
- 拉脫維亞：退伍军人纪念日（英语：Remembrance Day of the Latvian Legionnaires）